# 笑哈哈LOL
笑哈哈LOL（英語：LOL Music）是由合作超過十年的斜槓音樂拍檔鋼琴家江老師和長笛家Eric組成的古典音樂YouTube頻道。笑哈哈LOL頻道於2019年11月3日訂閱人數突破10萬。著名代表的作品有《視譜系列》、《限時企劃》、《樂器開箱》、《喜劇系列》、《突襲校園》及《快問快答》等。笑哈哈LOL每年均於台灣各大音樂場所舉辦音樂會。稱江老師的粉絲為「薑絲」；稱Eric的粉絲為「si la」。笑哈哈頻道逢星期三、五/六、日上片；江老師頻道逢星期一、四上片；Eric頻道上片時間不固定。

## 簡介
- 成立笑哈哈LOL前已成立另一個現代樂團東方猴。
- 2017年10月22日，上傳第一支影片。
- 2018年6月15日，於台中國家歌劇院舉辦笑哈哈音樂會。
- 2018年9月22日，受基隆市文化局的邀請，於基隆文化中心演藝廳舉辦笑哈哈音樂會。
- 2019年6月12日，於台中國家歌劇院舉辦笑哈哈音樂會。
- 2019年9月13日至14日，於誠品松菸表演廳舉辦笑哈哈音樂會。
- 2019年11月3日，笑哈哈LOL頻道突破10萬訂閱。
- 2019年11月20日至21日，於誠品松菸表演廳舉辦笑哈哈加場音樂會。
- 2020年3月2日，笑哈哈LOL頻道突破20萬訂閱。
- 2020年3月21日，笑哈哈LOL頻道誕生第一支100萬觀看影片。
- 2020年6月7日，我是江老師頻道突破10萬訂閱。
- 2020年6月25日，笑哈哈LOL頻道突破30萬訂閱。
- 2020年9月2日至3日，於高雄衛武營國家藝術文化中心舉辦笑哈哈音樂會。
- 2020年11月24日至25日，於台中國家歌劇院舉辦笑哈哈音樂會。
- 2020年10月26日，我是江老師頻道突破20萬訂閱。
- 2021年1月18日，笑哈哈LOL頻道突破40萬訂閱。
- 2021年2月20日至21日，於高雄衛武營國家藝術文化中心舉辦笑哈哈音樂會。
- 2021年10月11日，我是江老師頻道突破40萬訂閱。
- 2022年3月4日至6日，於台北臺灣戲曲中心舉辦笑哈哈音樂會。

## 成員
| 成員                          | 生日          | 學歷                                                                           |
| 江宇婷（江老師） Sunny Chiang | 1985年2月23日 | 東海大學音樂系碩士班 東海大學音樂系 國立新竹高級中學 苗栗公館國中 苗栗公館國小 |
| 王文劭（Eric） Eric Wang      | 1992年6月19日 | 東海大學音樂系 巴黎市立音樂院                                                  |

## 外部連結
- YouTube上的笑哈哈LOL頻道
- 笑哈哈LOL的Facebook專頁
- 笑哈哈LOL的Instagram帳戶
- YouTube上的江老師個人頻道
- 江老師個人的Instagram帳戶
- YouTube上的Eric個人頻道
- Eric個人的Instagram帳戶